# جبل لبنان (الطائف)
جبل لبنان من اكبر جبال الطائف في المملكة العربية السعودية يقع جنوب منطقة الهدا غرب الطائف. يُعد جبل لبنان وجهة سياحية للسياح في فصل الصيف بالطائف، حيث يعتبر هذا الجبل أعلى قمة في جبال الهدا، ويتميز بنسمات الهواء الباردة والارتفاع الشاهق إضافة إلى إطلالته على طريق الكر السياحي وطريق وادي نعمان.

## أصل التسمية
تعود اصل التسمية الى جبلي لبن الأعلى ولبن الأسفل فيقال لهما جمعا جبال لبنان قال ياقوت الحموي.
| جبل لبنان (الطائف) | لبن بالتحريك من جبال هذيل لبن الأعلى ولبن الأسفل في بلاد هذيل ويقال لهما لبنان | جبل لبنان (الطائف) |

## عن المكان
يعتبر جبل لبنان اعلى قمم جبال الهدا المعروفة غرب الطائف ويعتبر منطقة سياحية للمصيفين في الطائف سبب أجواءه اللطيفة الباردة بالإضافة الى المرافق السياحية الأخرى من استراحات وشاليهات وغيرها من متطلبات السياح بالإضافة الى الاثار التاريخية والمنازل العتيقة الموجودة حول منطقة جبل لبنان بالطائف.